# Economisch Statistische Berichten
ESB (Economisch Statistische Berichten) is een toonaangevend en invloedrijk Nederlandstalig vakblad op het gebied van de economie en sociaaleconomisch beleid. Het blad verschijnt maandelijks en bevat artikelen over wetenschappelijk, economisch onderzoek dat een raakvlak met beleid heeft. Sinds september 2022 is de website vrij toegankelijk. Het vakblad wordt uitgegeven door een stichting, is gelieerd aan de Koninklijke Vereniging voor de Staathuishoudkunde en is gehuisvest bij de FD Mediagroep. Ingezonden artikelen worden beoordeeld door een inhoudelijk deskundige fulltime redactie.
Het eerste nummer verscheen in januari 1916. In januari 2016 bracht ESB ter gelegenheid van het eeuwfeest het boek 'Canon van de economie' uit. Het vakblad publiceert jaarlijks in december de Economenparade (tot 2022 de Economentop) en (sinds 1957) in januari het nieuwjaarsartikel van de secretaris-generaal van het Ministerie van Economische Zaken.

## Lijst van hoofdredacteuren
| 1930-1939: | Henk van der Valk  |
| 1941-1945: | Henk Lambers       |
| 1945-1964: | Anton de Wit       |
| 1965-1971: | Piet de Ruiter     |
| 1971-1978: | Leen Hoffman       |
| 1978-1995: | Leo van der Geest  |
| 1996-1999: | Hugo Keuzenkamp    |
| 2000-2005: | Fieke van der Lecq |
| 2006-2010: | Albert Jolink      |
| 2010-2016: | Sandra Phlippen    |
| 2016-2024: | Jasper Lukkezen    |
| 2022-:     | Robert Kleinknecht |

## Bekende ESB-auteurs
- Wil Albeda, minister van Sociale Zaken (1977-1981)
- Koos Andriessen, minister van Economische Zaken (1963-1965, 1989-1994)
- Barbara Baarsma, hoogleraar
- Mathijs Bouman, zelfstandig journalist
- Jan Peter Balkenende, minister-president (2002-2010)
- Marieke Blom, hoofdeconoom van de ING Bank
- Willem Buiter, hoofdeconoom van de Citigroup
- Wim Duisenberg, voormalig minister van Financiën en president van De Nederlandsche Bank en de Europese Centrale Bank
- Joyeeta Gupta, hoogleraar en Nobelprijswinnaar
- Frank de Grave, voormalig minister van Defensie
- Victor Halberstadt, honorair secretaris-generaal van de Bilderbergconferentie (1980-2000)
- Pieter Hasekamp, directeur van het Centraal Planbureau
- Arnold Heertje, hoogleraar
- Pieter Hennipman, hoogleraar
- Marius Holtrop, directeur Hoogovens en president van De Nederlandsche Bank
- Hans Hoogervorst, voormalig minister van Financiën
- Alfred Kleinknecht, hoogleraar
- Klaas Knot, president van De Nederlandsche Bank
- Tjalling Koopmans, Nobelprijswinnaar economie
- Piet Lieftinck, minister van Financiën (1945-1952)
- Ruud Lubbers, minister-president (1982-1994)
- Piet Moerland, hoogleraar en bestuursvoorzitter van de Rabobank (2009-2013)
- Pieter Omtzigt, Lid Tweede Kamer
- Jan Pen, hoogleraar
- Bram Peper, burgemeester van Rotterdam en minister van Binnenlandse Zaken (1998-2000)
- Sandra Phlippen, hoofdeconoom van ABN Amro
- Jan Pronk, voormalig minister voor Ontwikkelingssamenwerking en VROM
- Kim Putters, voorzitter van de Sociaal-Economische Raad
- Peter de Ridder, ondernemer en directeur van het Centraal Planbureau (1984-1989)
- Alexander Rinnooy Kan, voorzitter van de Sociaal-Economische Raad (2006-2012)
- Jo Ritzen, minister van Onderwijs, Cultuur en Wetenschappen (1989-1998)
- Joseph Schumpeter, hoogleraar
- Olaf Sleijpen, president van De Nederlandsche Bank
- Frans Timmermans, voormalig Eurocommissaris
- Jan Tinbergen, Nobelprijswinnaar economie
- Herman Tjeenk Willink, minister van Staat
- Cees Veerman, minister van Landbouw (2002-2007)
- Gerard Vissering, president van De Nederlandsche Bank
- Joop den Uyl, minister-president (1973-1979)
- Herman Wijffels, directievoorzitter Rabobank (1986-1999) en voorzitter van de Sociaal-Economische Raad (1999-2006)
- Sweder van Wijnbergen, hoogleraar en secretaris-generaal van het ministerie van Economische Zaken (1997-2000)
- Johan Witteveen, voormalig minister van Financiën en voorzitter van het Internationaal Monetair Fonds (1973-1978)
- Gerrit Zalm, minister van Financiën (1994-2002, 2003-2007)
- Jelle Zijlstra, minister-president, president van De Nederlandsche Bank, minister van Economische Zaken en van Financiën

## Geschiedenis
ESB verscheen sinds januari 1916 als wekelijks berichtenorgaan voor de studenten aan de Nederlandsche Handels-Hoogeschool, maar richtte zich al snel op een breder publiek als onderdeel van het Instituut voor Economische Geschriften. In 1933 werd het blad ondergebracht bij het Nederlands Economisch Instituut. In 2003 werd het blad overgenomen door de uitgever Lemma BV en van 2005-2016 was het onderdeel van Sdu, om in 2016 te worden ingelijfd door de FD Mediagroep met als doel om het Financieele Dagblad en BNR Nieuwsradio inhoudelijk te versterken. Sinds de overgang naar het huidige open accessmodel in 2022 wordt het blad uitgegeven door een onafhankelijke stichting, gehuisvest bij de FD Mediagroep.

## Trivia
De latere minister-president Jelle Zijlstra werd in 1952 gevraagd als minister van Economische Zaken naar aanleiding van drie constructief-kritische artikelen in ESB over de studie De weg naar vrijheid van het wetenschappelijk bureau van de PvdA.
Nobelprijswinnaar Jan Tinbergen zat jarenlang in de commissie van redactie van ESB.